# 奥索河
奥索河（法語：Gave d'Ossau，法語發音：[ɡav dɔso]）是法國新阿基坦大区大西洋比利牛斯省的河流，长48.5千米，发源自拉兰斯的加巴斯（Gabas），于奥洛龙-圣玛丽与阿斯普河汇流为奥洛龙河。